# Canton Memorial Civic Center
El Canton Memorial Civic Center es un pabellón multideportivo localizado en Canton, Ohio, USA. Fue construido en 1951. Fue la casa de los Canton Legends participantes en la arena football , Canton Invaders  participantes en el indoor soccer y de los Ohio Aviators participantes en la American Basketball Association. El dueño del Canton Memorial Civic Center es la ciudad de Canton y puede albergar hasta 5.200 espectadores.
El pabellón es lo suficientemente grande que alberga varios conciertos (música, niños y comedia) año tras año, además de albergar numerosos eventos privados y comunitarios, como varias de los anuales eventos del Pro Football Hall of Fame.
En los 80 y los 90, albergó varios acontecimientos del wrestling profesional promovidos por la National Wrestling Alliance y la World Wrestling Federation, incluyendo varias apariciones en la televisión en los llamados "WCW's Monday Nitro" y en el "WWF's Monday Night Raw" El 24 de marzo de 2007 se celebró un "Road to WrestleMania 23" show de World Wrestling Entertainment. También llevó a cabo un SmackDown! show, el 5 de enero de 2008 y un ECW/Smackdown show el 31 de agosto de 2009.
El 27 de octubre de 2008 Barack Obama realizó un discurso en la clausura de un evento ante 4.000 espectadores.
El pabellón actualmente es la casa de los Canton Cougars participantes en la Ultimate Indoor Football League y desde 2011 también de los Canton Charge participantes en la NBA Development League